# Louann, Arkansas
Louann, Arkansas (енгл. Louann) град је у америчкој савезној држави Арканзас.

## Демографија
По попису из 2010. године број становника је 164, што је 31 (-15,9%) становника мање него 2000. године.
| Група             | 2000.       | 2010.       |
| Белци             | 122 (62,6%) | 129 (78,7%) |
| Афроамериканци    | 71 (36,4%)  | 27 (16,5%)  |
| Азијати           | 0 (0,0%)    | 0 (0,0%)    |
| Хиспаноамериканци | 0 (0,0%)    | 2 (1,2%)    |
| Укупно            | 195         | 164         |